# Шпиль

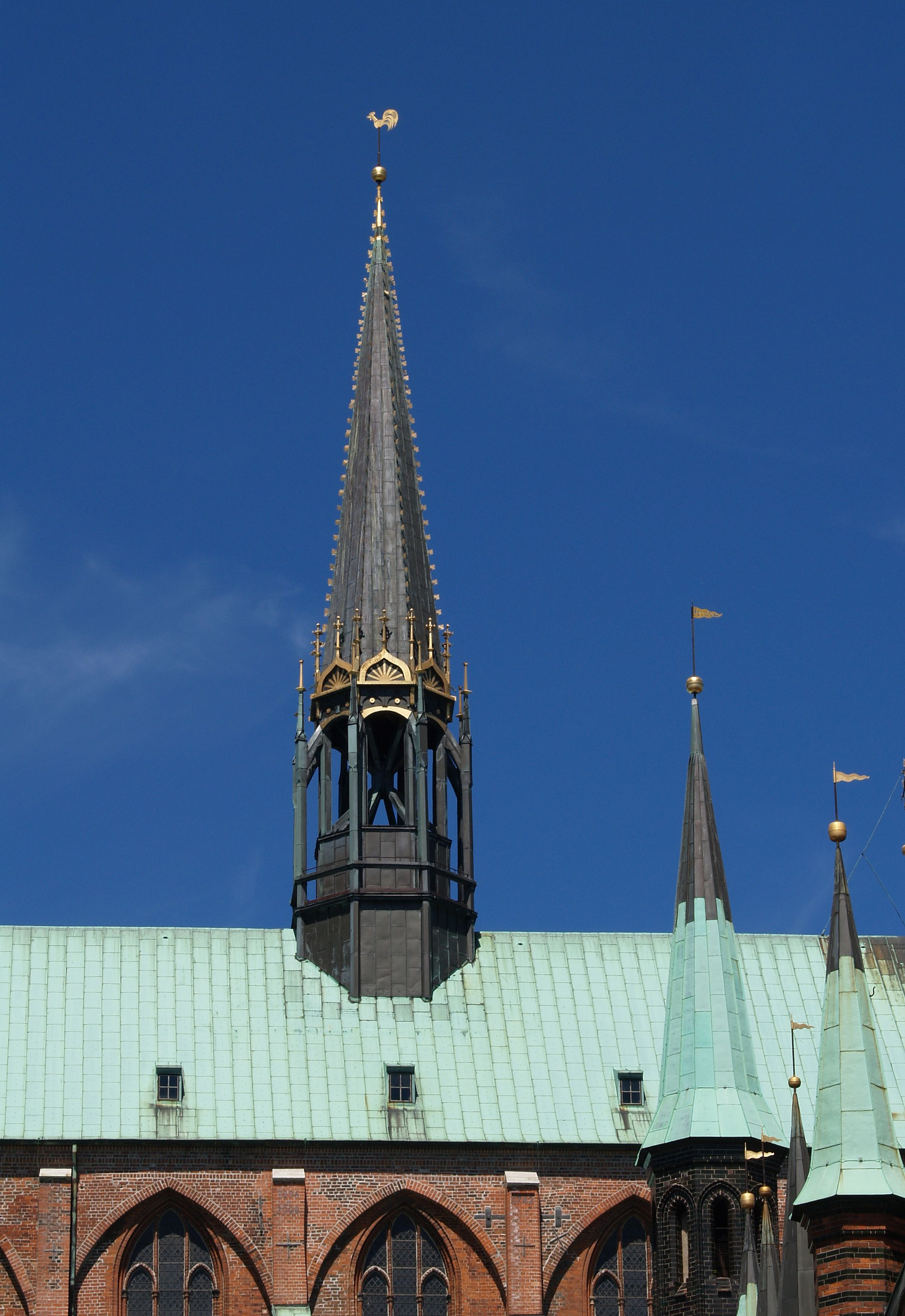
Шпиль в городе Любеке

Шпиль (нидерл. spijl) — вертикальное и остроконечное завершение (крыша) зданий в виде сильно вытянутого вверх конуса или пирамиды.
Часто шпиль увенчивается шаром (кугелем), флагштоком (флагом), резным изображением, флюгером с эмблемой или скульптурой. Более приземистые и широкие у основания пирамидальные завершения зданий принято называть шатрами, хотя в ряде случаев грань между этими терминами оказывается размытой.

## Шпили в готической архитектуре
Шпили широко распространились в архитектуре готических соборов, отражая общее стремление того времени к увеличению высоты храмов. С одной стороны, высокие шпили делали собор более заметным издалека, с другой — символизировали устремлённость вверх, к Богу. Шпилями чаще всего завершали колокольни соборов, увенчивали средокрестие. В первом случае их, как правило, сооружали из камня, перекрывая тем самым внутреннее пространство колокольни. Шпили над средокрестием и другие декоративные шпили могли быть более лёгкой, каркасной конструкцией.
Среди высочайших шпилей готики — шпиль северной башни Шартрского собора (113 метров), шпили Солсберийского собора (123 м) и Страсбургского собора (142 м). Значительной высотой (свыше 150 м) отличаются шпили Руанского собора и Кёльнского собора, однако они были надстроены над этими храмами лишь во второй половине XIX века.
Небольшие шпили, венчающие пинакли, также называют фиалами. Их украшали крестоцветами (декоративными навершиями в виде распускающегося бутона цветка с лепестками, расположенными крестообразно) и краббами.

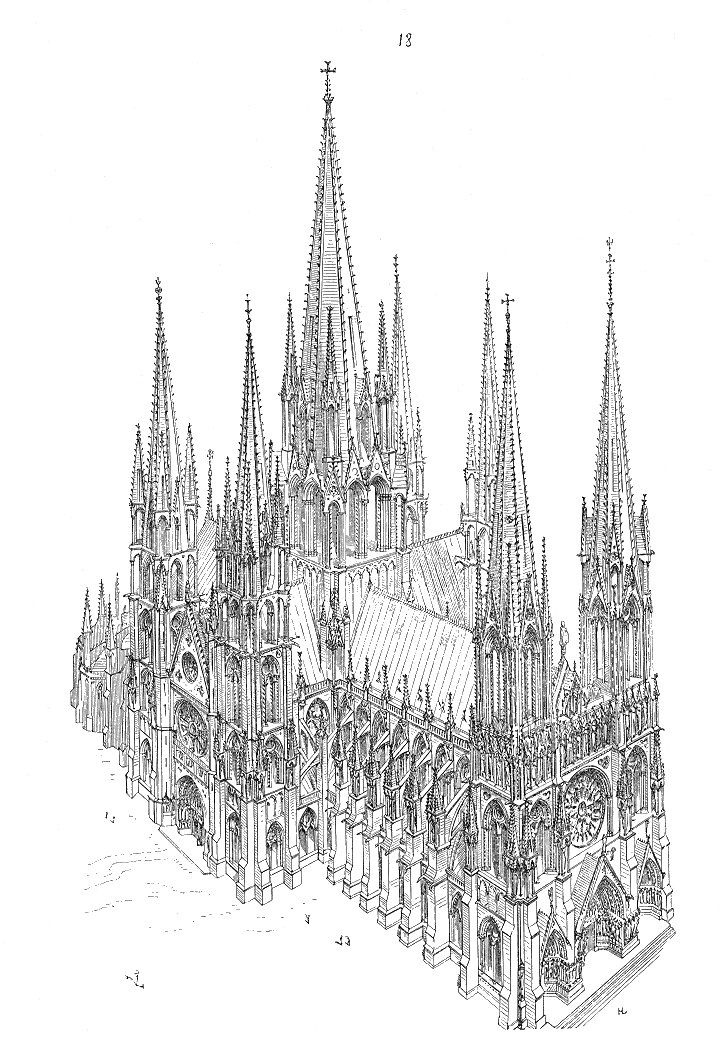
Готический собор с многочисленными шпилями, по Виолле-ле-Дюку (обобщённый образ)
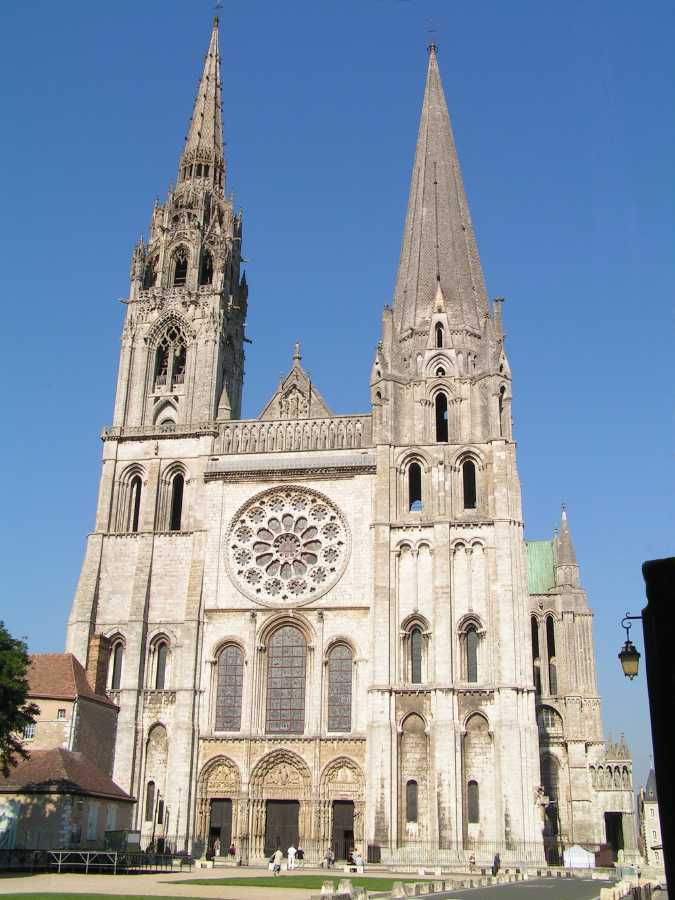
Шпили Шартрского собора
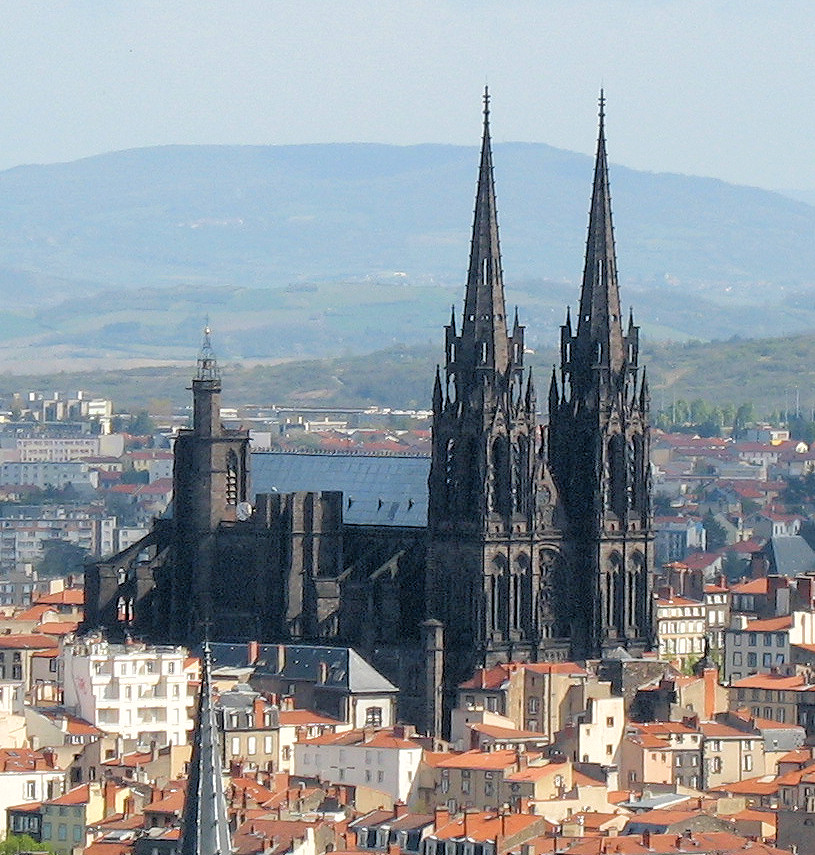
Шпили собора в Клермон-Ферране
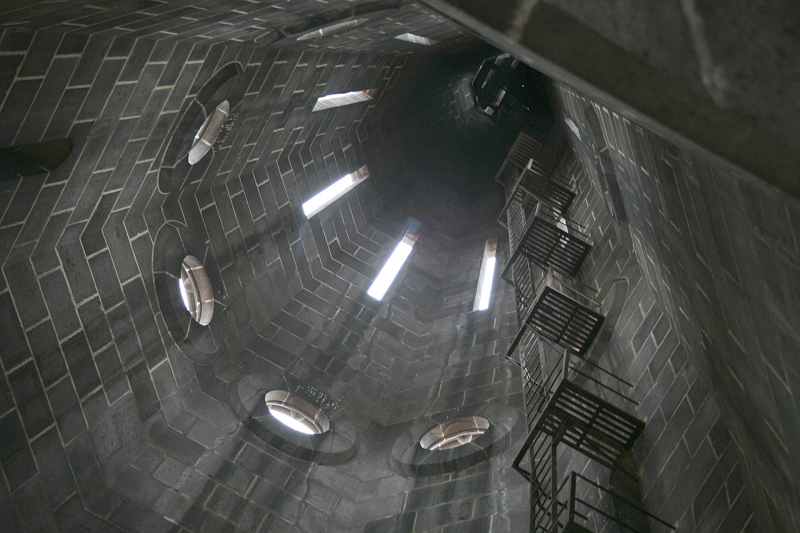
Внутреннее пространство одного из шпилей собора в Клермон-Ферране
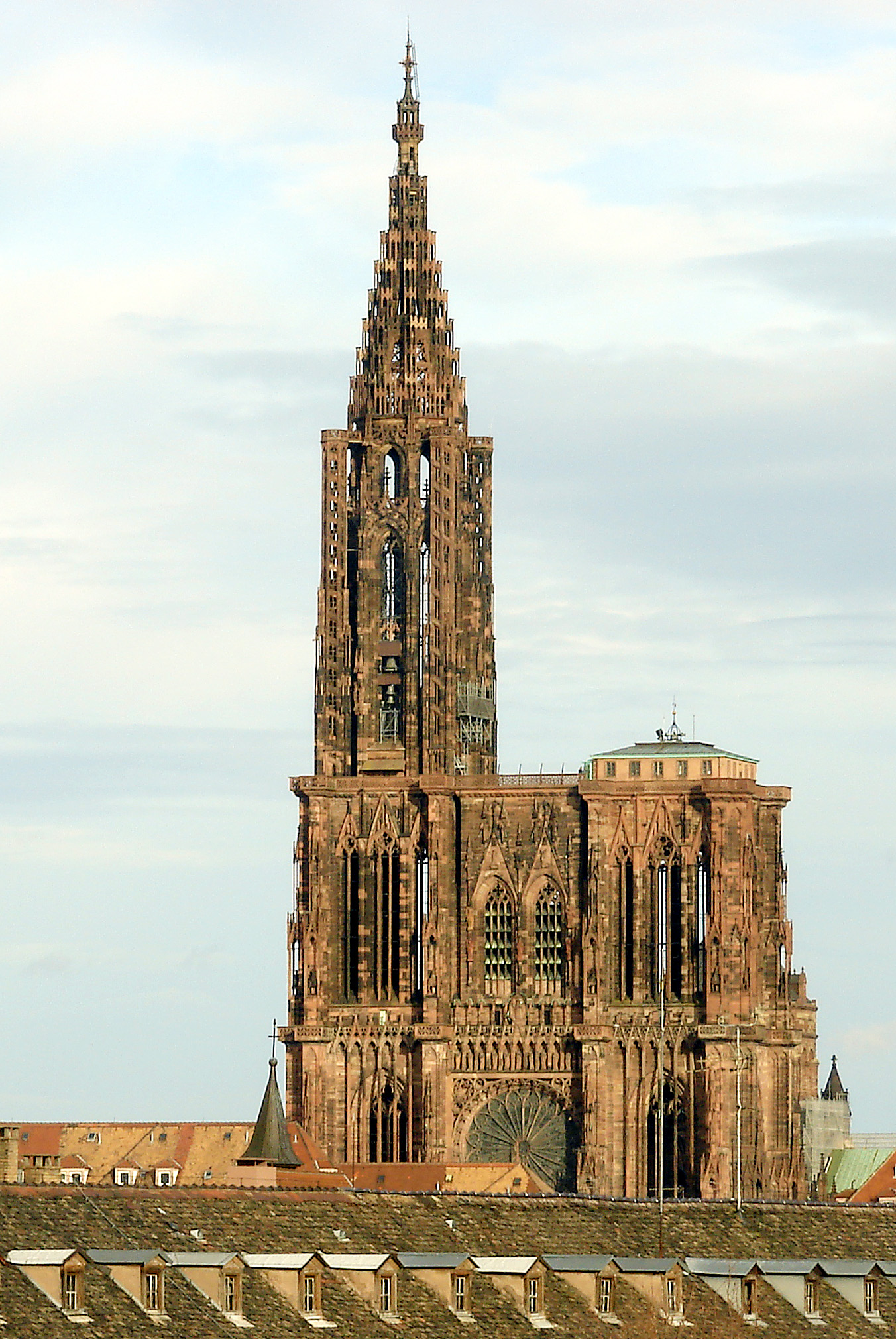
Шпиль Страсбургского собора
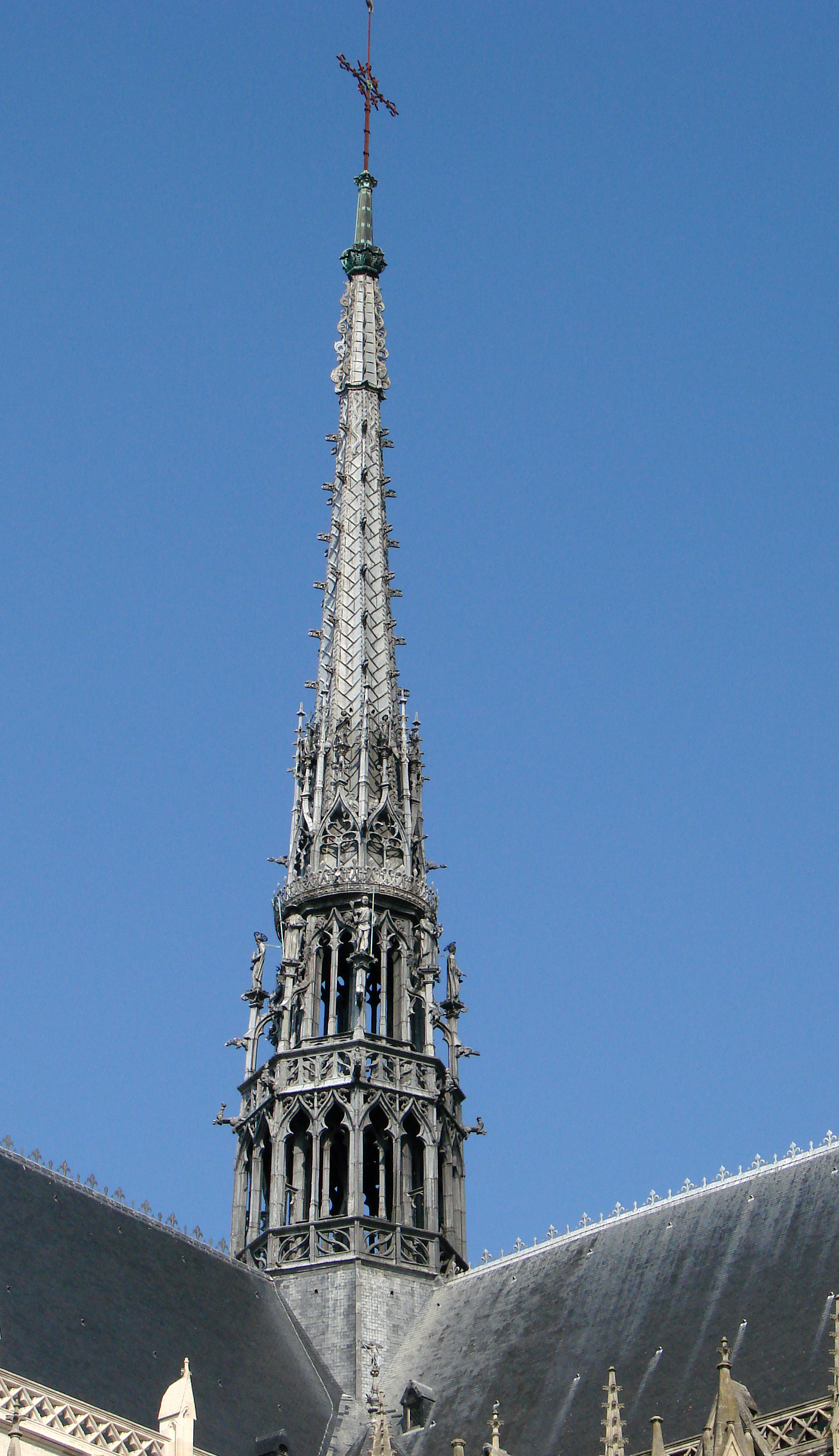
Шпиль над средокрестием собора в Амьене
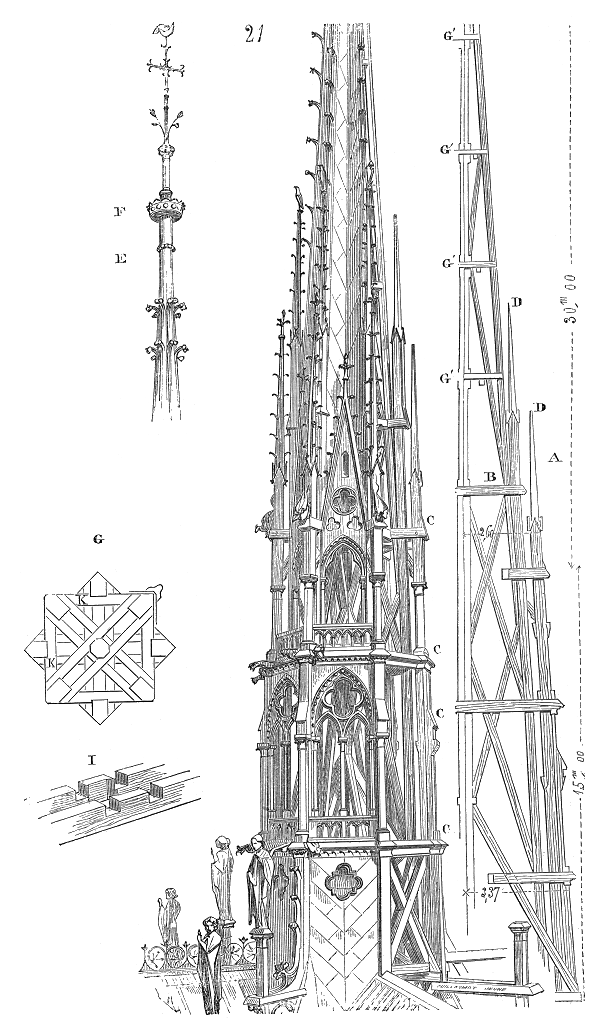
Шпиль над средокрестием Собора Парижской Богоматери, по Виолле-ле-Дюку (внешний вид, элементы конструкции)
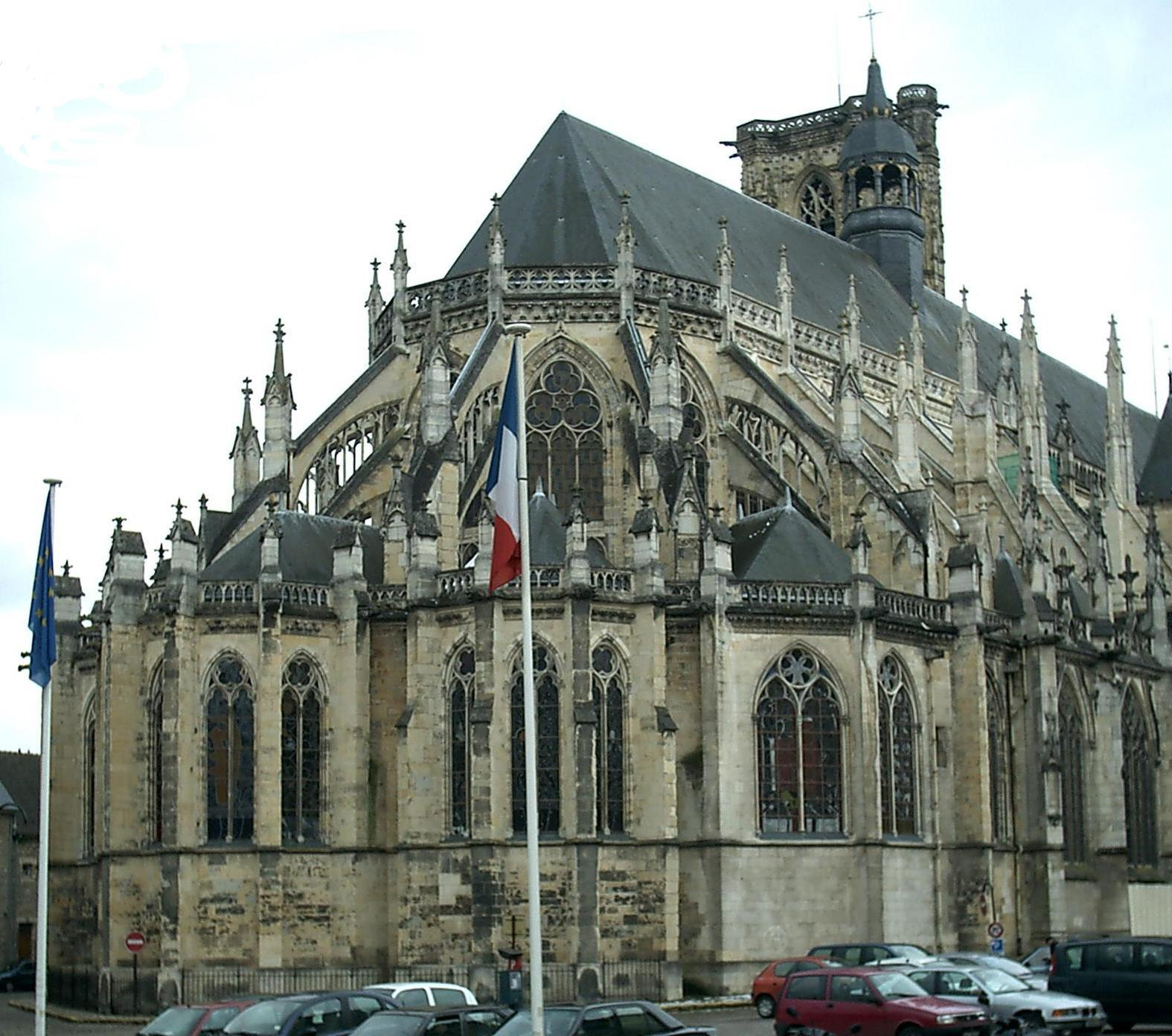
Фиалы над пинаклями собора в Невере
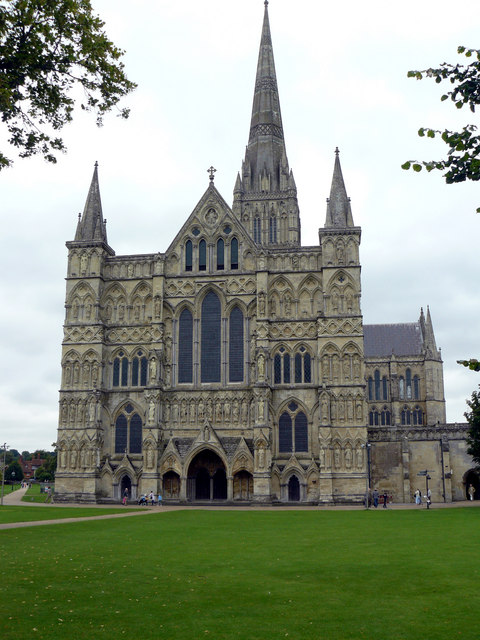
Шпиль Солсберийского собора
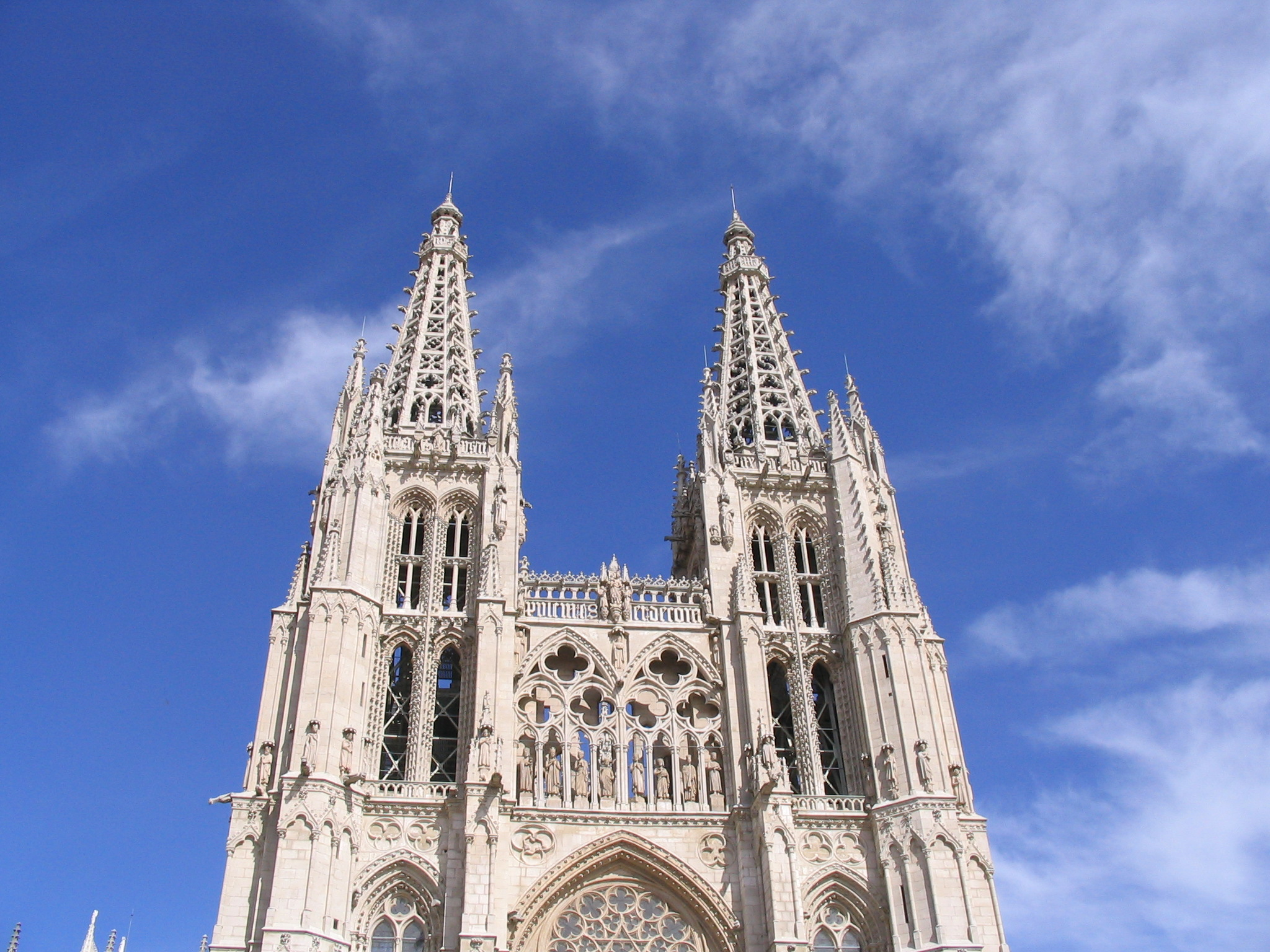
Шпиль Бургосского собора

## Шпили небоскрёбов
Уже среди первых небоскрёбов многие были увенчаны шпилями. Шпилевидное завершение имеют Ригли-билдинг (1921—1924) в Чикаго, Уолл-стрит, 40, Крайслер-билдинг (оба — 1930) и Эмпайр-стейт-билдинг (1931) в Нью-Йорке. Помимо декоративного значения, шпили сыграли определённую роль в гонке за рекордами высоты. Так, 38-метровый шпиль Крайслер-билдинга был добавлен архитектором Уильямом ван Эленом с целью сделать здание самым высоким в мире, обойдя построенное почти в то же время здание Уолл-стрит, 40. Впоследствии многие небоскрёбы увенчивались шпилями, а также подобными им антеннами и мачтами. Совет по высотным зданиям и городской среде при определении самых высоких зданий руководствуется так называемой конструктивной высотой, которая включает шпили, но исключает антенны, мачты, флагштоки. Такой порядок подсчёта многими воспринимается как неоднозначный, поскольку грань между терминами не всегда просто провести.
Шпилевидные завершения имеют такие современные небоскрёбы, как, например, Башни Петронас, а также высочайшее здание в мире — Бурдж Дубай.

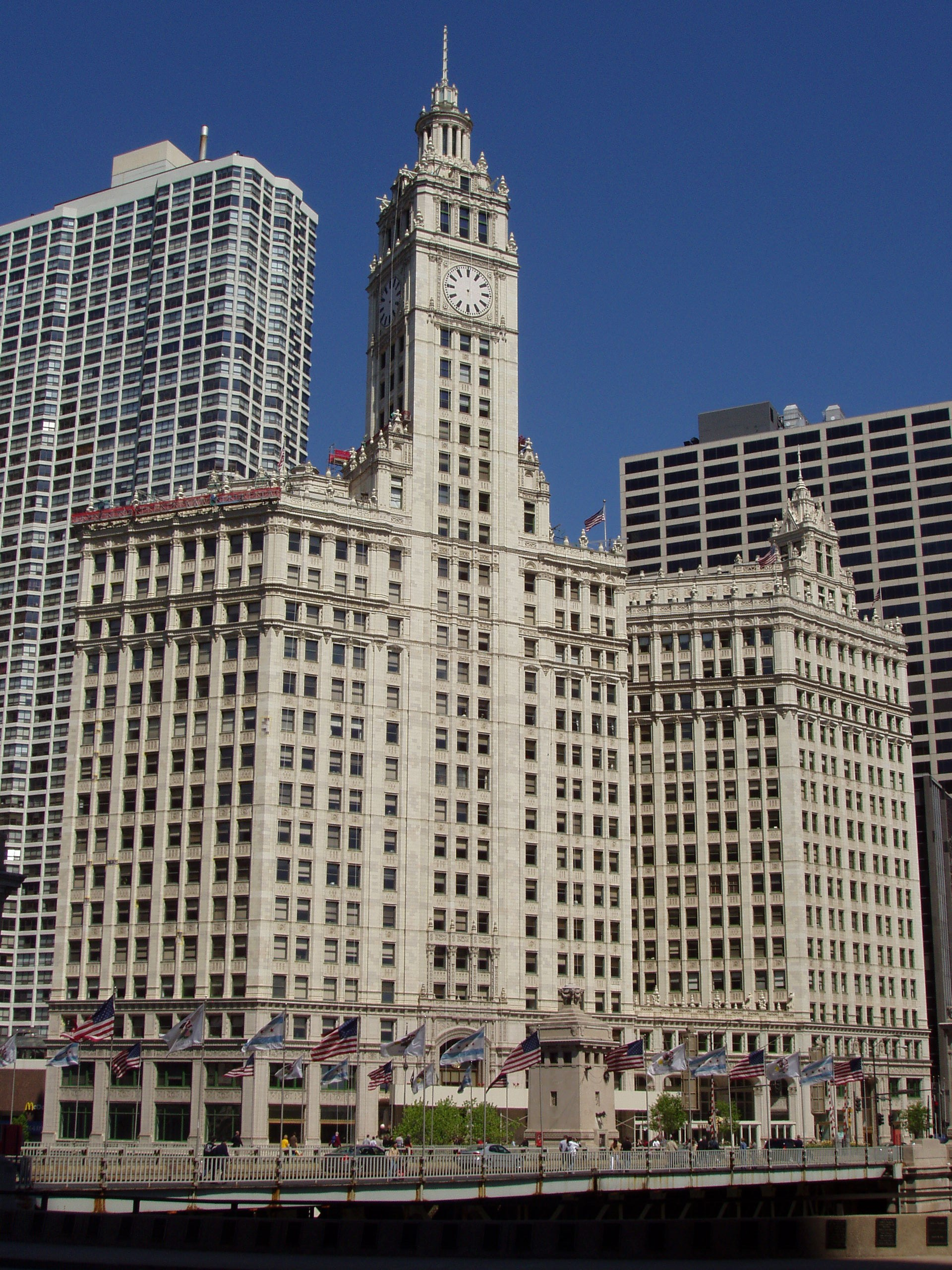
Ригли-билдинг
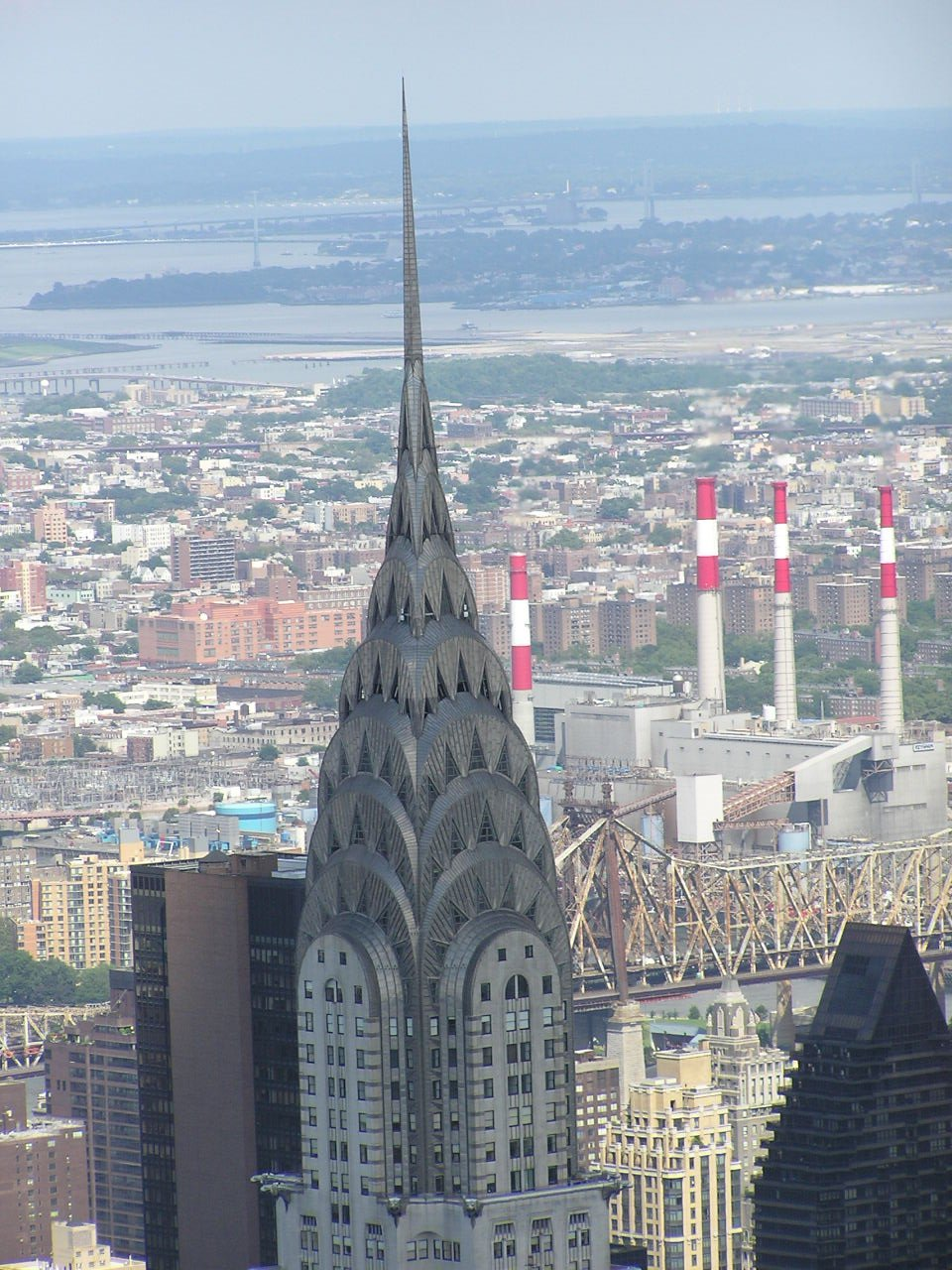
Шпиль Крайслер-билдинга
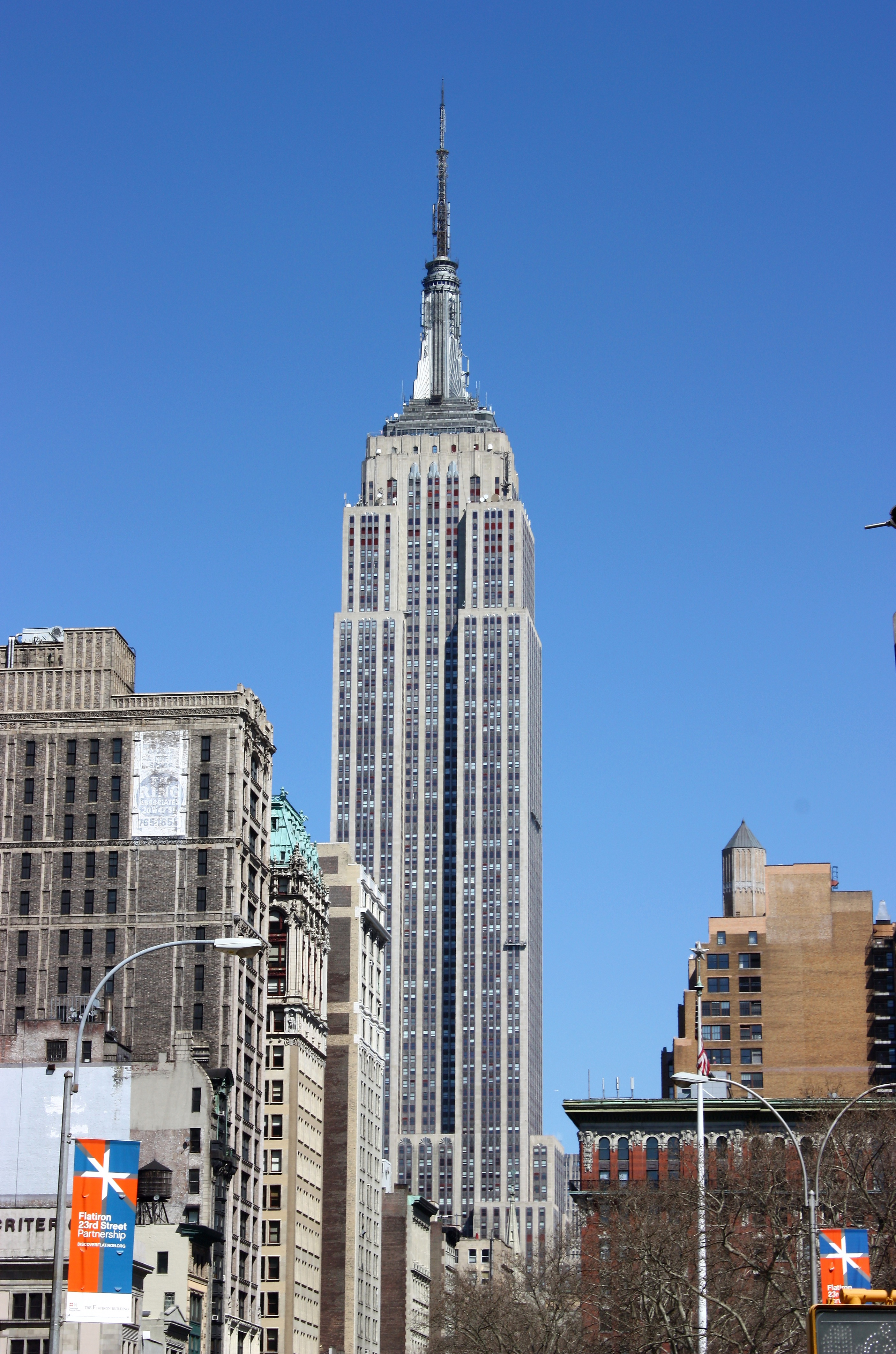
Шпилевидное завершение Эмпайр-стейт-билдинга состоит из башни и антенны
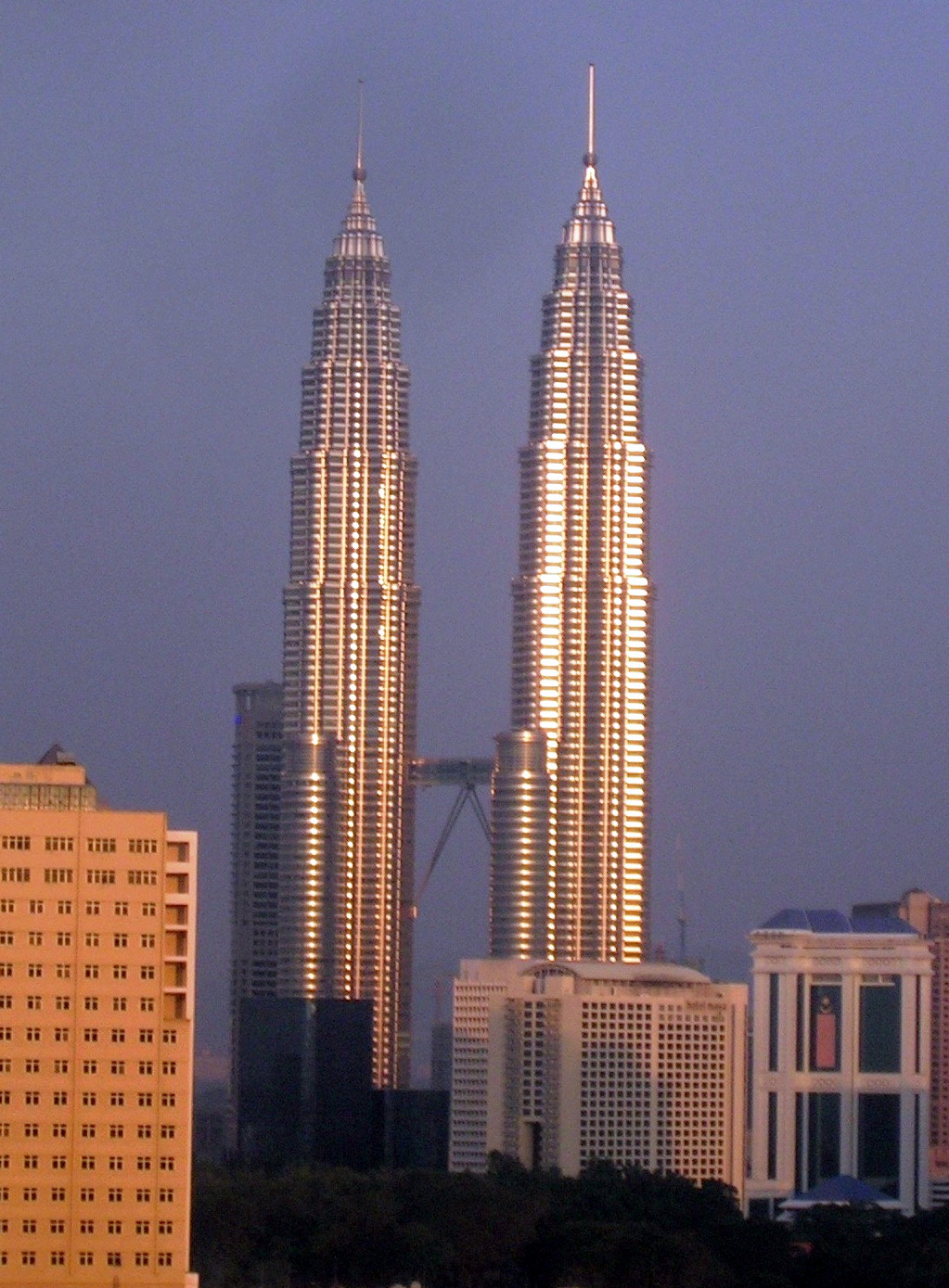
Башни Петронас

## Позолоченные шпили
Наиболее величественные позолоченные шпили на планете установлены на колокольне Петропавловского собора и Главного адмиралтейства в Санкт-Петербурге, главном павильоне ВДНХ в Москве, главном павильоне Национального экспоцентра Украины в Киеве.

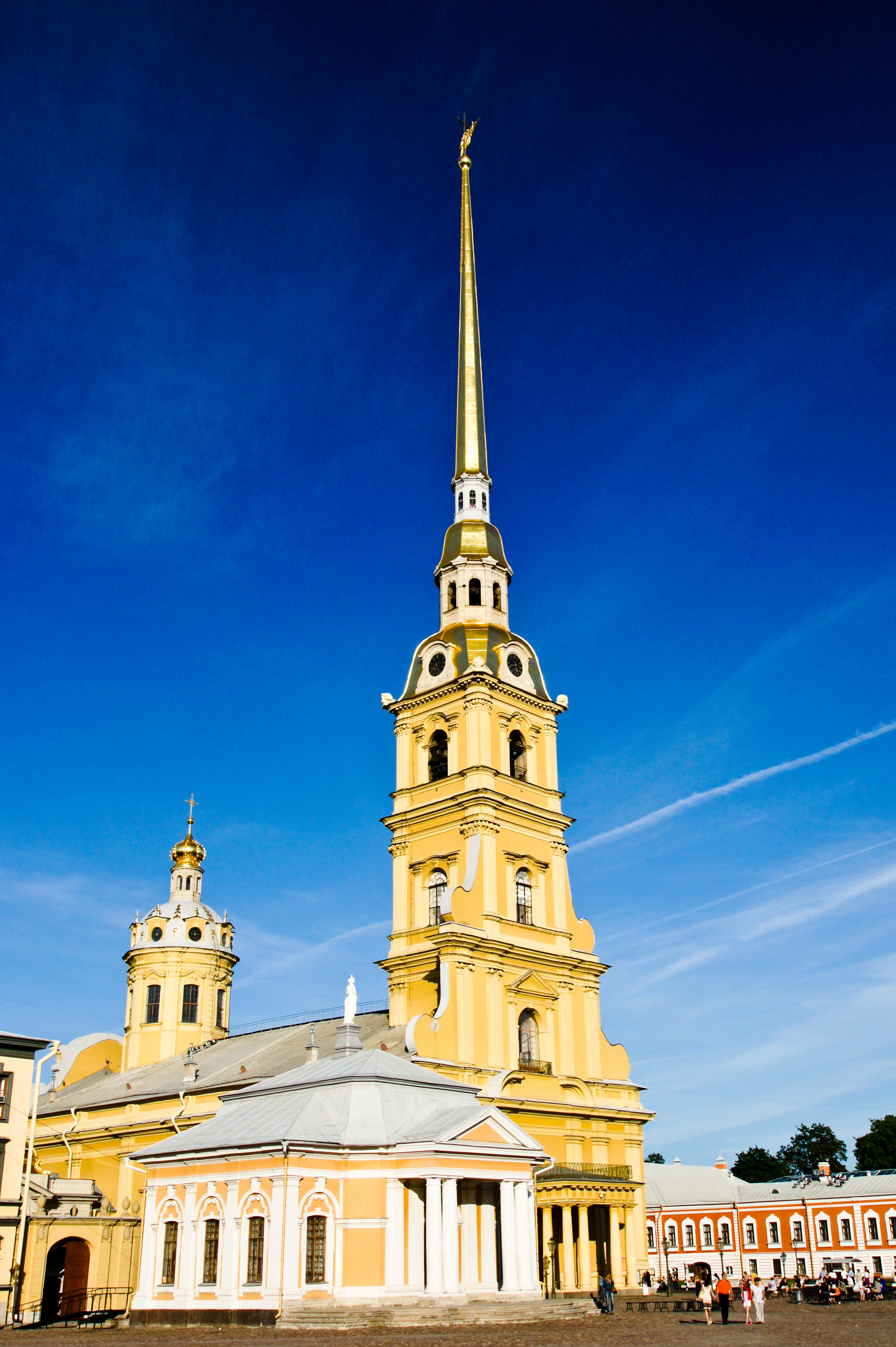
Петропавловский собор в Санкт-Петербурге
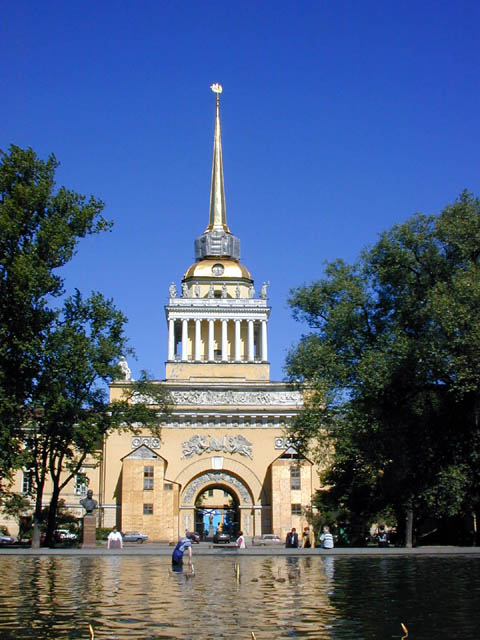
Главное Адмиралтейство в Санкт-Петербурге
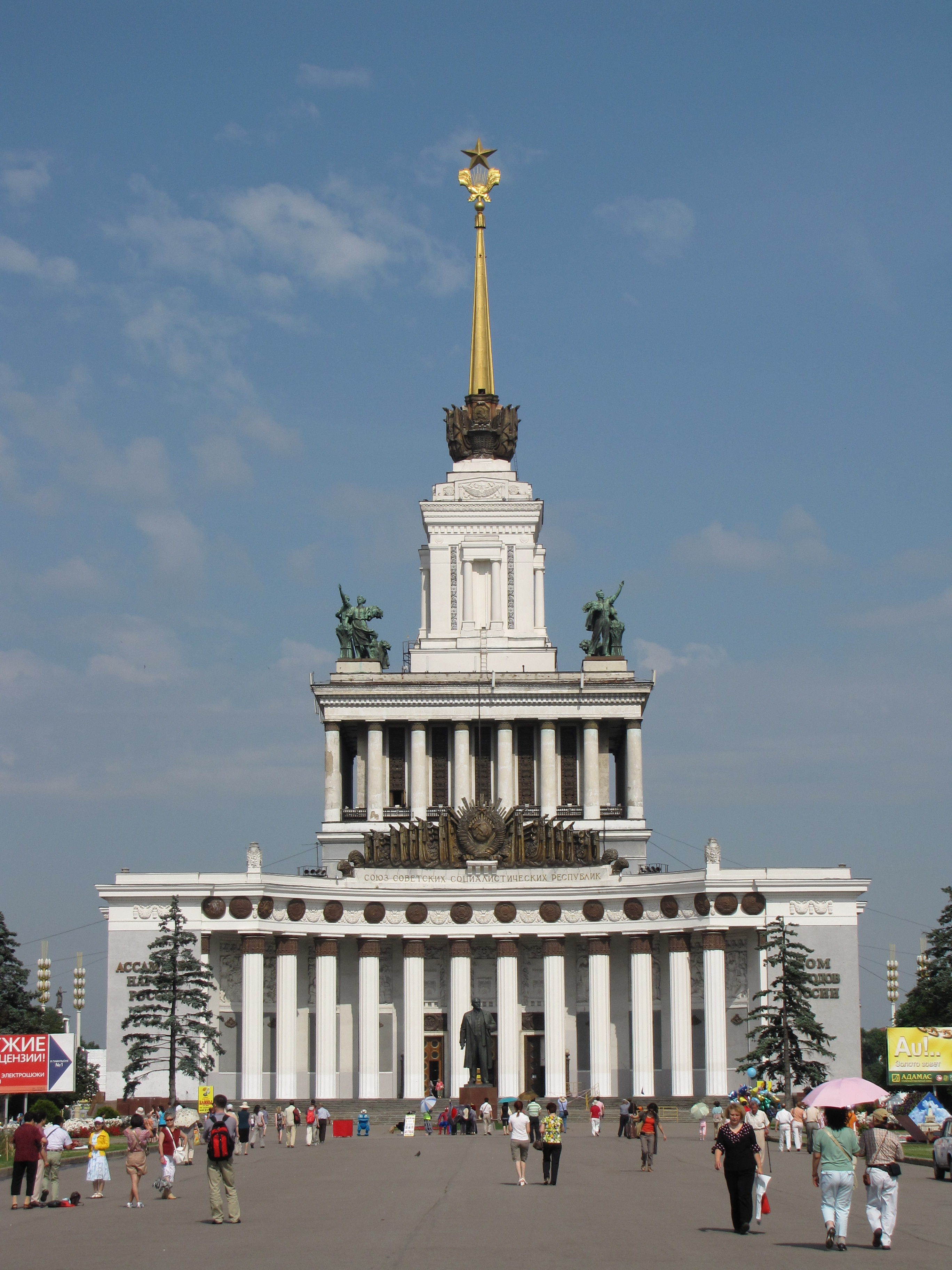
Главный павильон ВДНХ в Москве
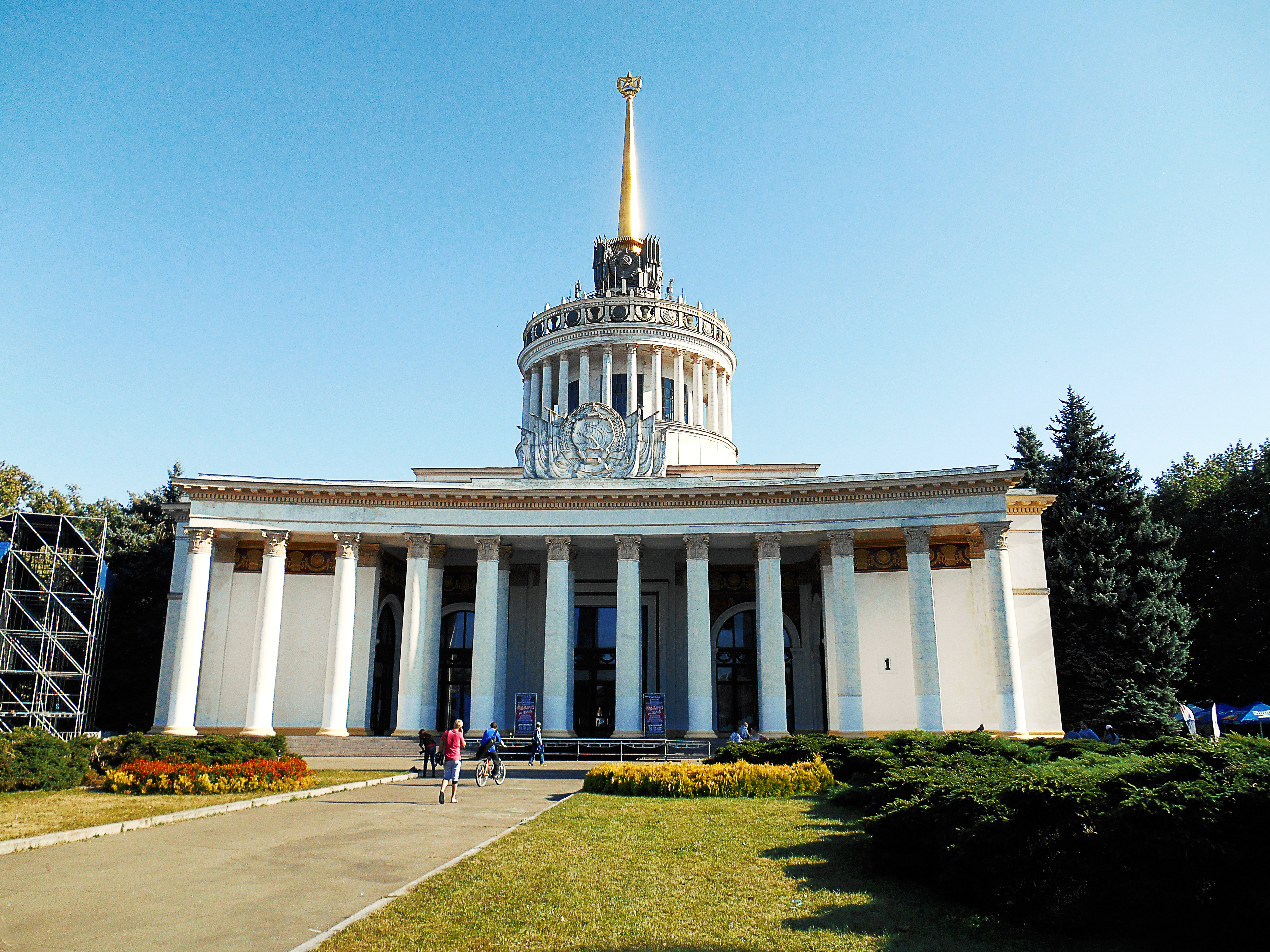
Главный павильон Национального экспоцентра Украины в Киеве

## Известные шпили Москвы
Первые шпили в Москве венчали храмы и колокольни в стиле барокко и классицизма. Значительной высотой (30 метров) выделялся шпиль Меншиковой башни, однако в 1723 году он сгорел от удара молнии и уже не был восстановлен. Многие храмовые здания той эпохи, например колокольня храма в усадьбе Кусково, сохранили свои шпили.
Своим конструктивным решением интересен шпиль Северного речного вокзала. По замыслу создателей, он должен с началом сезона навигации вместе с венчающей его звездой выдвигаться на полную высоту, а по его окончании — задвигаться вниз. Однако шпиль вокзала опускали лишь несколько раз; в настоящее время он круглый год находится в верхнем положении.
В Москве самые известные здания со шпилями — сталинские высотки. Интересно, что крупнейшее из них — Главное здание МГУ — по первоначальному проекту не имело шпиля и должно было венчаться статуей М. В. Ломоносова, однако Сталин настоял, чтобы и оно было завершено шпилем. Шпили, подобные сталинским высоткам, получили и другие здания той поры, например гостиница Пекин, центральный павильон ВДНХ и др. Хотя широкие шпили сталинских высоток более подходят под определение «шатра», традиционно их продолжают называть шпилями.
Самым высоким шпилем Москвы остается шпиль Останкинской башни, достигающий высоты 540 метров. Высочайшим шпилем, венчающим жилое здание, по состоянию на 2008 год является шпиль Триумф-Паласа, бывшего до 2007 года самым высоким жилым зданием Европы. Шпиль на Триумф-Паласе имеет высоту 49,5 метров, а высота всего здания со шпилем — 264,5 метра. По первоначальному проекту в рамках комплекса «Федерация» ММДЦ «Москва-Сити» планировалось возведение центральной башни «C» с обзорным лифтами, проектная отметка верха шпиля которой составляла 509 метров, что сравнимо с высотой Останкинской башни. Однако впоследствии было принято решение отказаться от её строительства.

## Известные шпили Петербурга
- Адмиралтейская игла
- Петропавловский собор
- Обелиск «Городу-герою Ленинграду»

## В литературе
- Соборный шпиль становится главным символическим образом романа Уильяма Голдинга «Шпиль».